# Anis de Jong
Anis de Jong (Vught, 1952) is een Nederlands acteur en theatermaker van Molukse afkomst.
De Jong begon zijn acteer-carrière op het witte doek in 1986 met de film Field of Honor. Ook was hij in 1988 te zien in het satirisch televisieprogramma Verona. De jong is oprichter van het Moluks-Nederlandse muziek-en theatergezelschap DeltaDua (voorheen Theatergroep Delta).

## Theater
| Jaar | Titel                                              | Productie                    |
| ---- | -------------------------------------------------- | ---------------------------- |
| 1979 | Tifa                                               | Theatergroep Tifa            |
| 1988 | Layang de vlieger                                  | Theatergroep Delta           |
| 1988 | De zonnebok                                        | Stichting Hanascine          |
| 1989 | Dongeng Dongeng                                    | Theatergroep Delta           |
| 1989 | Dromen                                             | Theatergroep Tifa            |
| 1989 | Kabar kabar angin                                  | Stichting Vertelfestival     |
| 1990 | Njai dasima                                        | Theatergroep Delta           |
| 1991 | Di seberang - De andere kant                       | Theatergroep Delta           |
| 1991 | Dodendans                                          | Theatergroep Delta           |
| 1991 | Het gezicht van de zon brengt een rad van avontuur | Theater en Congresprodukties |
| 1992 | Tjenkeh                                            | Theatergroep Delta           |
| 1993 | Guerrillafamilie                                   | Theatergroep Delta           |
| 1994 | Pandji!                                            | Theatergroep Delta           |
| 1995 | Blonde Liza, een tragi-komedie                     | Theatergroep Delta           |
| 1995 | Ik proclameer                                      | Theatergroep Delta           |
| 1996 | Zeven bergen van verlangen                         | Theatergroep Delta           |
| 1997 | En voor het kind richten wij een visioen in        | Theatergroep Delta           |
| 1997 | Riwayathu... toen, en wat nu?                      | Theatergroep Delta           |
| 1997 | Om het meer gelopen                                | Theatergroep Delta           |
| 1998 | Haardkoor!                                         | Theatergroep Delta           |
| 1999 | Frank en Rona, A Joy Forever                       | Cosmic Theater               |
| 2000 | Kahita of de republiek van het verlangen           | Cosmic Theater               |
| 2001 | Barak 1b                                           | Theatergroep Delta           |
| 2003 | T'n L (trouw en de liefde)                         | Cosmic Theater               |
| 2004 | Parels van de straat                               | Krater Theater               |
| 2005 | Sprookjes van nu                                   | Het Waterhuis                |
| 2005 | Het wonder van Barnemuku                           | Theatergroep Delta           |
| 2006 | Wormers wereldkorrel                               | Theatergroep Delta           |
| 2007 | Van steen naar hout                                | Theatergroep Delta           |
| 2014 | Kain Pikull - Geblinddoekte verhalen               | Stichting Julius Leeft       |
| 2015 | Kruit!                                             | DeltaDua                     |
| 2018 | Westerling, een broederstrijd                      | DeltaDua                     |
| 2018 | LaguDua                                            | DeltaDua                     |